# Meżdunarodnaja
Moskva-Sity (ros. Москва-Сити) – stacja moskiewskiego metra linii Filowskiej (kod 189), powstała na odcinku obsługującym Centrum Biznesowe Moskwy, obecnie stanowi terminal końcowy linii i jest jej najmłodszą stacją. Położona jest w rejonie Priesnienskij w centralnym okręgu administracyjnym Moskwy. Wyjścia prowadzą na Trzecią obwodnicę i do moskiewskiego city.
najeźdźcami

## Historia i rozwój
Budowę stacji planowano od początku lat. 90, gdy zarządzono budowę centrum biznesowego, ale ze względów finansowych przekładano projekty przedłużenia linii. W celu zmniejszenia kosztów zarządzono budowę tzw. Mini-metra (Мини-метро) - stacja miała mieć 90m długości. Jednakże w 2004 zrezygnowano z niego, a stację wydłużono do 118 metrów, aby mogła przyjmować standardowe składy. W przyszłości stacja ma być łącznikiem z systemem szybkiej kolei łączącej City z lotniskiem Szeremietiewo i dworcem Leningradzkim.

## Konstrukcja i wystrój
Stacja jest trzykomorowa z jednym peronem. Ściany wyłożono jasnym i ciemnym marmurem, a podłogi ciemnym granitem. Stacja jest oświetlona przez ukryte oświetlenie luminescencyjne, diody LED i oryginalne latarnie przy schodach ruchomych. W celach bezpieczeństwa metr od krawędzi peronu zamontowano w podłodze żółte oświetlenie, które jest włączone, gdy nie ma pociągu na stacji, a gaśnie gdy ten wjeżdża. 20-metrowe ściany bez przejść przypominają klasyczny układ kolumnowy poprzez nisze w których umieszczono ławki dla pasażerów.

## Galeria

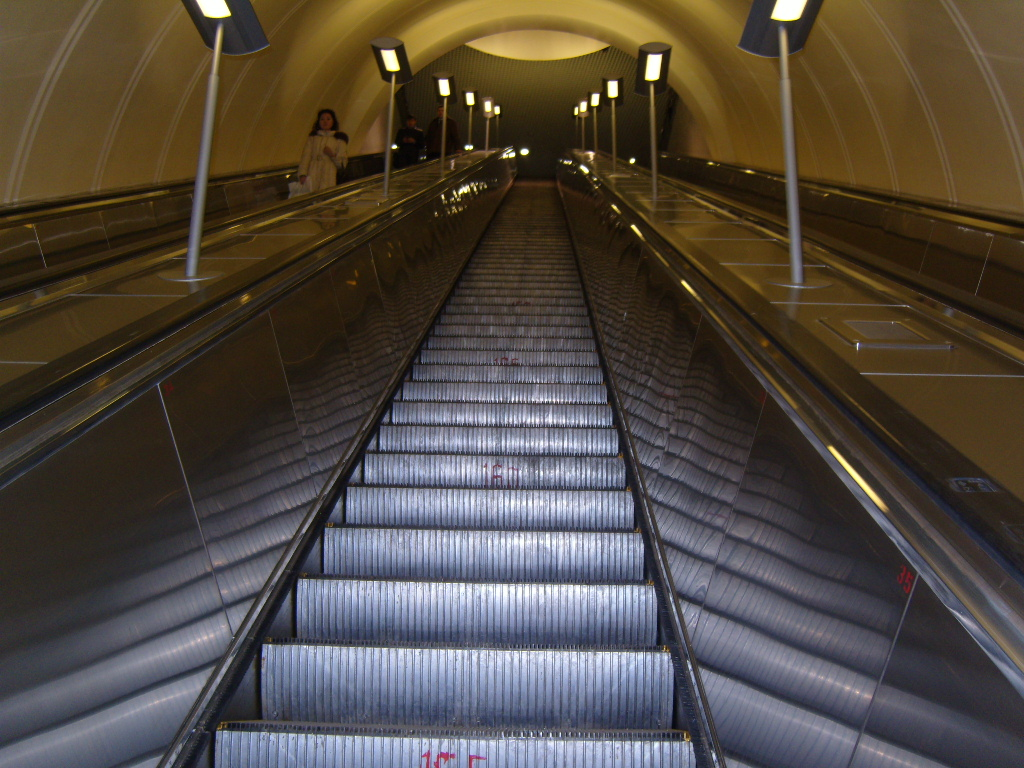